# فو هسی

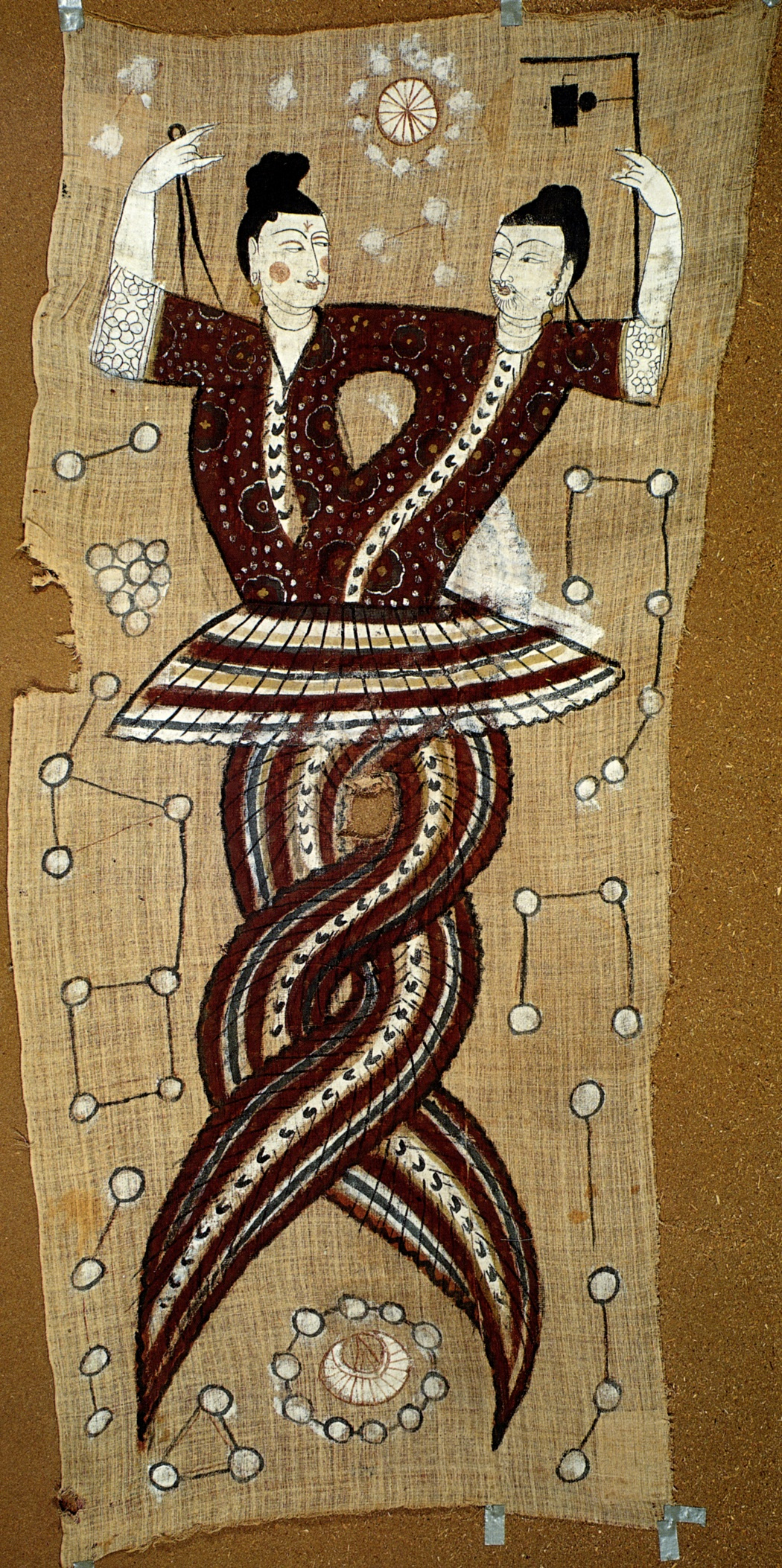
یک نگارهٔ قدیمی، تصوری از فو هسی با پرگاری در دست (سمت چپ) و در کنار او نیوکوآ.

فو هسی (به چینی: 伏羲) نخستین فرمانروا از سه فرمانروای افسانه‌ای چین باستان بود.
او را در افسانه‌ها ابداع‌کنندهٔ نوشتار، ماهی‌گیری و تله‌گذاشتن برای حیوانات می‌دانند و از او به عنوان یک قهرمان فرهنگی یاد می‌شود.
دوران زندگی او را ۲۹۰۰ یا ۲۰۰۰ سال پیش از میلاد می‌دانند.